# 린리궈
린리궈(林立果, 임입과, 아명(兒名)은 林立國(임입국), 1945년 12월 23일 ~ 1971년 9월 13일)는 중화인민공화국의 공군 장교이다. 라오하오(老虎, 노호)라는 별칭으로 불리는 그는 중화인민공화국 부총리 겸 총리 권한대행을 지낸 린뱌오(林彪)의 아들이다.

## 생애
1966년 2월 1일을 기하여 공산당에 입당하였으나 두 달 지난 1966년 4월 30일을 기하여 공산당 탈당을 선언하였으며 1967년 10월 17일 중화인민공화국 공군 소위로 임관하였고 1969년 1월 31일 중공 공군 중위로 진급하였다. 한편 1968년 중공 총리 권한대행이 되어 권력을 쥔 아버지 린뱌오(林彪)가 자신의 영향력을 믿고 전횡을 하였는데 그도 아버지와 협력하여 급기야는 쿠데타를 일으키고자 한때 중화인민공화국 국가원수를 지낸 바 있는 마오쩌둥(毛澤東)을 암살할 음모가 1971년에 발각되자 아버지 린뱌오(林彪)는 중국공산당으로부터 중화인민공화국 부총리 겸 총리 권한대행 직위가 박탈 조치 처분되었고 때문에 어머니 예췬(葉群)도 중국공산당 중앙정치국 중앙위원 직위가 박탈되었으며 그 또한 중화인민공화국 공군 중위로 강제 예편(전역) 처분되어 아버지 린뱌오(林彪), 어머니 예췬(葉群)과 함께 중공을 떠나 소련으로 망명길을 가던 중 몽골 인민공화국 헹티 주 은드르항에서 비행기 추락 사고로 사망했다.

## 학력
- 1964년 베이징 제4중고등학교 졸업
- 1968년 베이징 대학교 물리학과 학사